# Naučná stezka Králický Sněžník
Naučná stezka Králický Sněžník je naučná stezka pojmenována podle vrcholu Králický Sněžník a pohoří Králický Sněžník (součást geomorfologické oblasti Jesenická oblast). Stezka je zaměřena na místní živou a neživou přírodu, lesní hospodaření a historii. Stezka se nachází v přírodním parku Králický Sněžník a Národní přírodní rezervace Králický Sněžník, v okrese Šumperk (Olomoucký kraj) a v okrese Ústí nad Orlicí (Pardubický kraj).

## Popis trasy
Naučná stezka Králický Sněžník vede z parkoviště v Dolní Moravě (nadmořská výška 695 m) do kopce, přibližně severo-severovýchodním směrem, hlubokým údolím řeky Moravy k turistickému rozcestníku Ve Strži, kde zatáčí vpravo k Sněžné chatě a pak zatáčí vlevo k Františkově chatě a k rozcestníku Franciska – chata HS, který je u sedla na hřebeni Králického sněžníku na česko-polské státní hranici. Pak trasa směřuje kolem ruin Lichtenštejnovy chaty s populární žulovou skulpturou Slůně, k Pramenu řeky Morava a na vrchol Králického Sněžníku (nadmořská výška 1423 m), kde je také 34 m vysoká rozhledna na Králickém Sněžníku na polském území. Stezka pak vede po stejné trase zpět až k rozcestníku Franciska – chata HS, kde pokračuje kolem rašeliniště Torfowisko Sadzonki, k rozcestníku Stříbrnická – sedlo pod horou Stříbrnická, k rozcestníku Pod Ludmilou, k rozcestníku Nad Adéliným pramenem a rozcestníku Návrší – turistická chata u horské Chaty Návrší nad vesnicí Stříbrnice (část obce Staré Město), kde končí. Fyzicky náročná stezka má délku 14,3 km, 16 zastavení se 17 informačními panely a byla postavena v roce 1988. Je celoročně volně přístupná a provozovatelem stezky je Informační centrum Králíky.

## Zastavení s informačními panely na trase
| Zastavení | Název informačních panelů           | Obrázek informačního panelu |
| 0.        | Úvodní zastavení                    |                             |
| 1.        | Historie údolí Moravy               |                             |
| 2.        | Mléčný pramen                       |                             |
| 3.        | Geomorfologie a geologie            |                             |
| 4,        | Lesní hospodářství                  |                             |
| 5.        | Tvarožné díry                       |                             |
| 6.        | Původ smrkových porostů, imise      |                             |
| 7.        | Myslivost a poškozování lesa zvěří  |                             |
| 8.        | Přirozená horská smrčina            |                             |
| 9.        | Lavinová dráha                      |                             |
| 10.       | Obnova lesa na kalamitních holinách |                             |
| 11.       | Horní hranice lesa                  |                             |
| 12.       | Suťová pole a alpínské louky        |                             |
| 13.       | Historie vrcholu                    |                             |
| 14.       | Vrchovištní rašeliniště             |                             |
| 15.       | Historie Staroměstska Úvodní        |                             |

## Další informace
První verze naučné stezky Králický Sněžník měla délku 9 km a 13 zastávek. Vedla jen z Dolní Moravy k Pramenu řeky Morava.

## Galerie

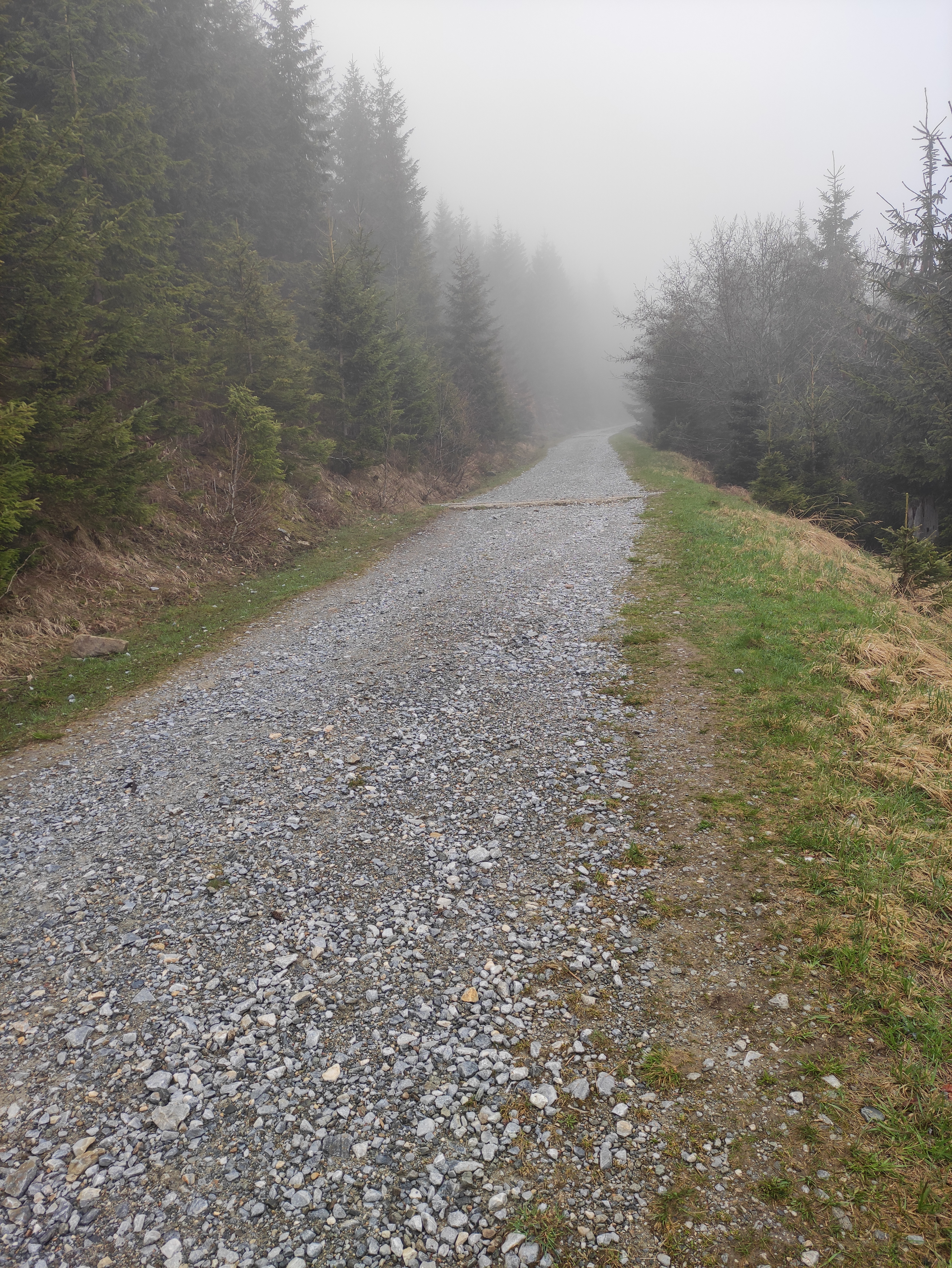
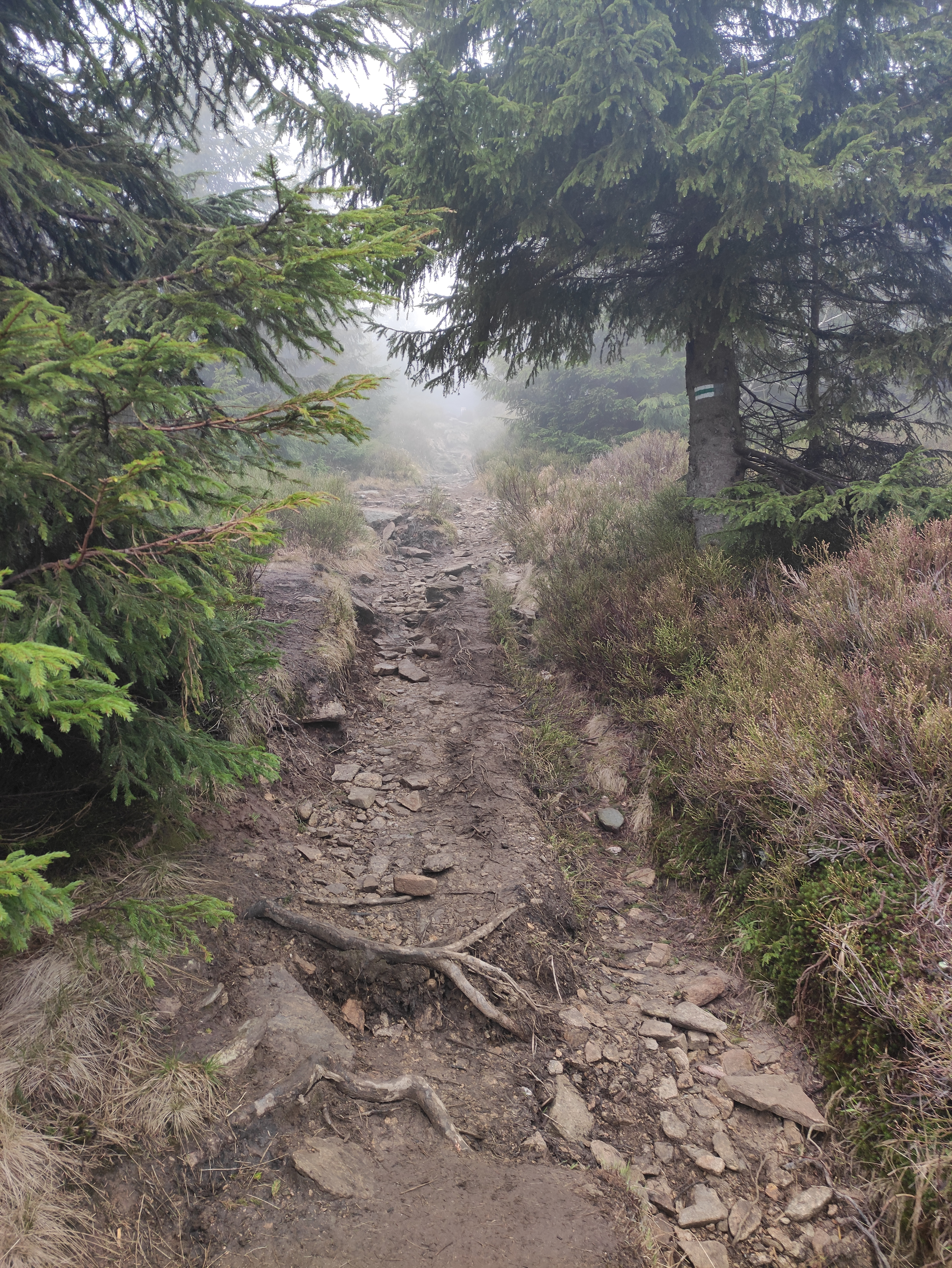
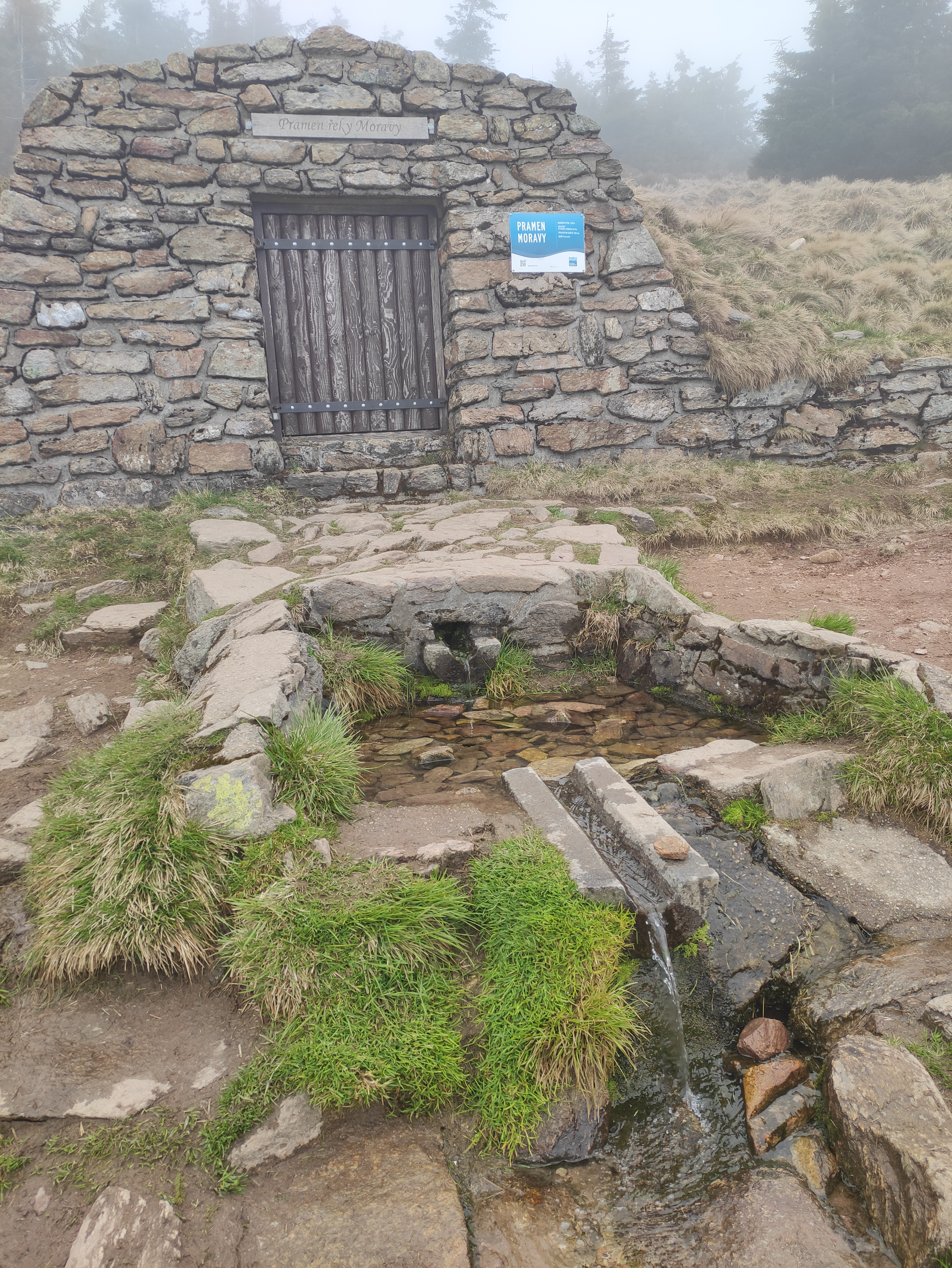
Pramen Moravy
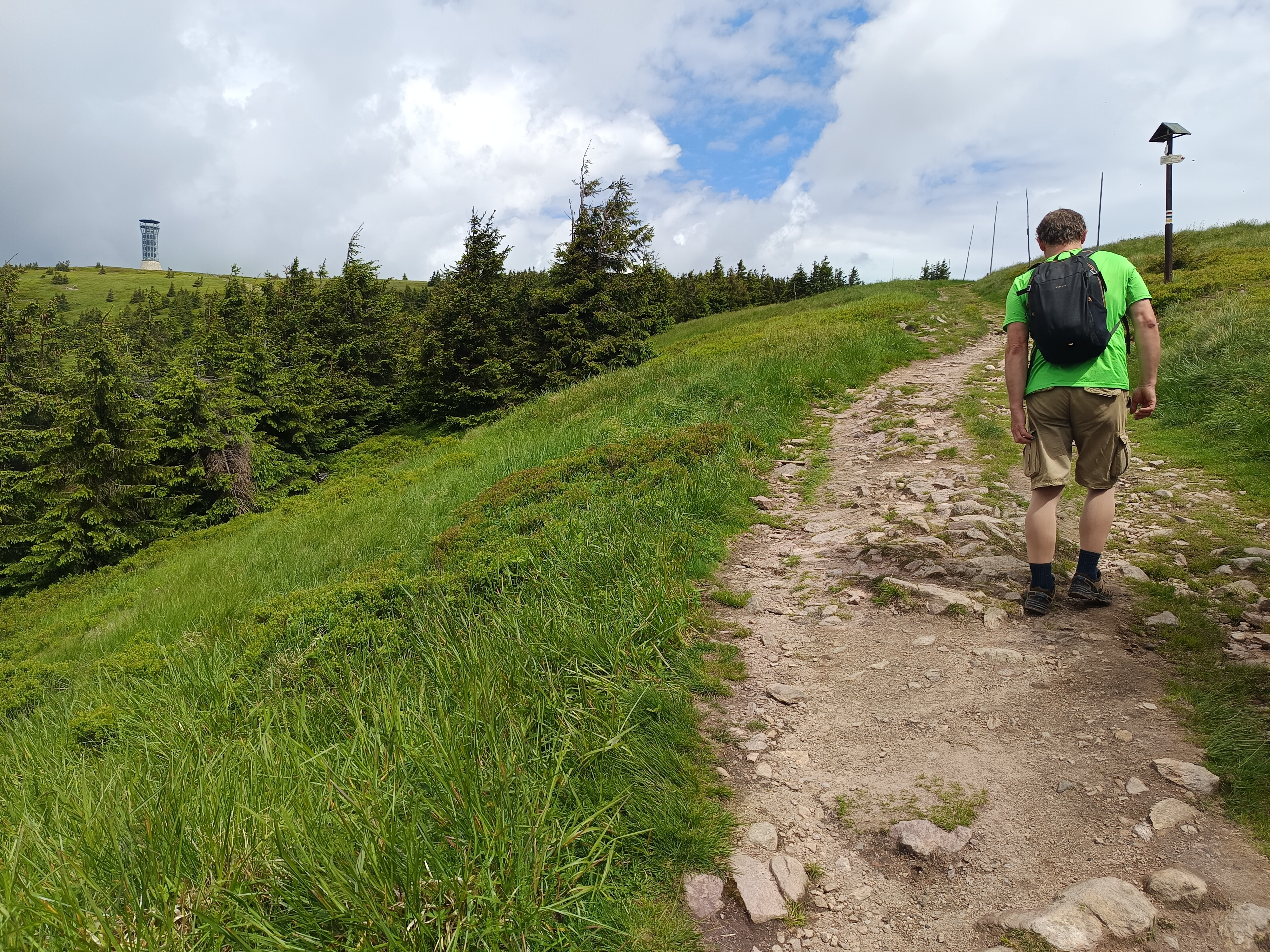
Pod vrcholem